# 遠藤所六
遠藤 所六（読み不明、1884年（明治17年）5月4日生）は、日本統治下時代の台湾で台中市長などを歴任した。福井県坂井郡金津町（現あわら市）出身。
臺北州州協議会会員、基隆郡郡守を経た後、1925年～1928年に台中市長（臺中市尹）を、1928年からは台南市長を務めた。